# Луций Манлий Капитолин
Луций Манлий Капитолин (на латински: Lucius Manlius Capitolinus) e политик на ранната Римска република през 5 век пр.н.е..
Произлиза от патрицииската фамилия Манлии. През 422 пр.н.е. той е консулски военен трибун заедно с Квинт Антоний Меренда и Луций Папирий Мугилан.